# 이고리 피레케예프
이고리 오라즈무함메도비치 피레케예프(투르크멘어: Igor Orazmuhammedowiç Pirekeýew, 러시아어: Игорь Оразмухаммедович Пирекеев, 1971년 5월 16일~)는 투르크메니스탄과 카자흐스탄의 사격 선수이다. 아시안 게임에서 금메달 2개를 획득했으며, 투르크메니스탄 국가대표로 올림픽에 3번 출전했다. 이후 2010년부터 카자흐스탄 국가대표로 활동했다.